# ビーコン (ニューヨーク州)

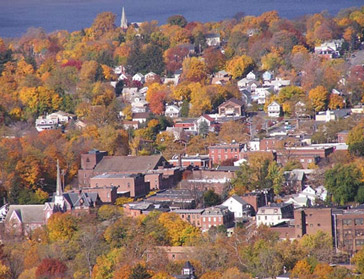
ビーコンの街並み

ビーコン（英語:Beacon）は、アメリカ合衆国ニューヨーク州のダッチェス郡にある都市。
人口は1万3769人（2020年）。市名は、かつてイギリス軍の動向を大陸軍へ知らせるため、フィッシュキル山の頂上で燃やされた「のろし」（Beacon fire）に由来する。

## 歴史
ビーコン市の位置には1709年、ニューヨーク州でも初期の方に形成されたマッティーワン村（Villages of Matteawan）やフィッシュキル波止場（Fishkill Landing）がかつてあった場所である。独立戦争期には戦争に使用する軍需品製造が盛んに行われ、砦としても機能。1800年代には工場の町として知られるようになった。
1913年にフィッシュキル町の一部や2つの村が合併して、ビーコン市は誕生した。1960年代を境に経済が低迷、1970年代より市内の数ある工場も閉鎖に追い込まれた。こうした経済の衰退が1970年代から1990年代にかけての経済復興を妨げる結果となり、一時期はおよそ8割に上る商業地域や工場が使用されないままとなったこともある。1990年代後半に美術館のディア・ビーコン（Dia:Beacon）が完成。芸術を起点に町は活気を取り戻し、会議場やホテルの建設など建設が実現した。
市の総面積は12.7 km²、東部にハドソン川が流れ、近隣にバナマン城（Bannerman's Castle）、ビーコン山やハドソン渓谷などがあることでも知られる。

ダッチェス郡内の位置